# Музей Кан Фрамис

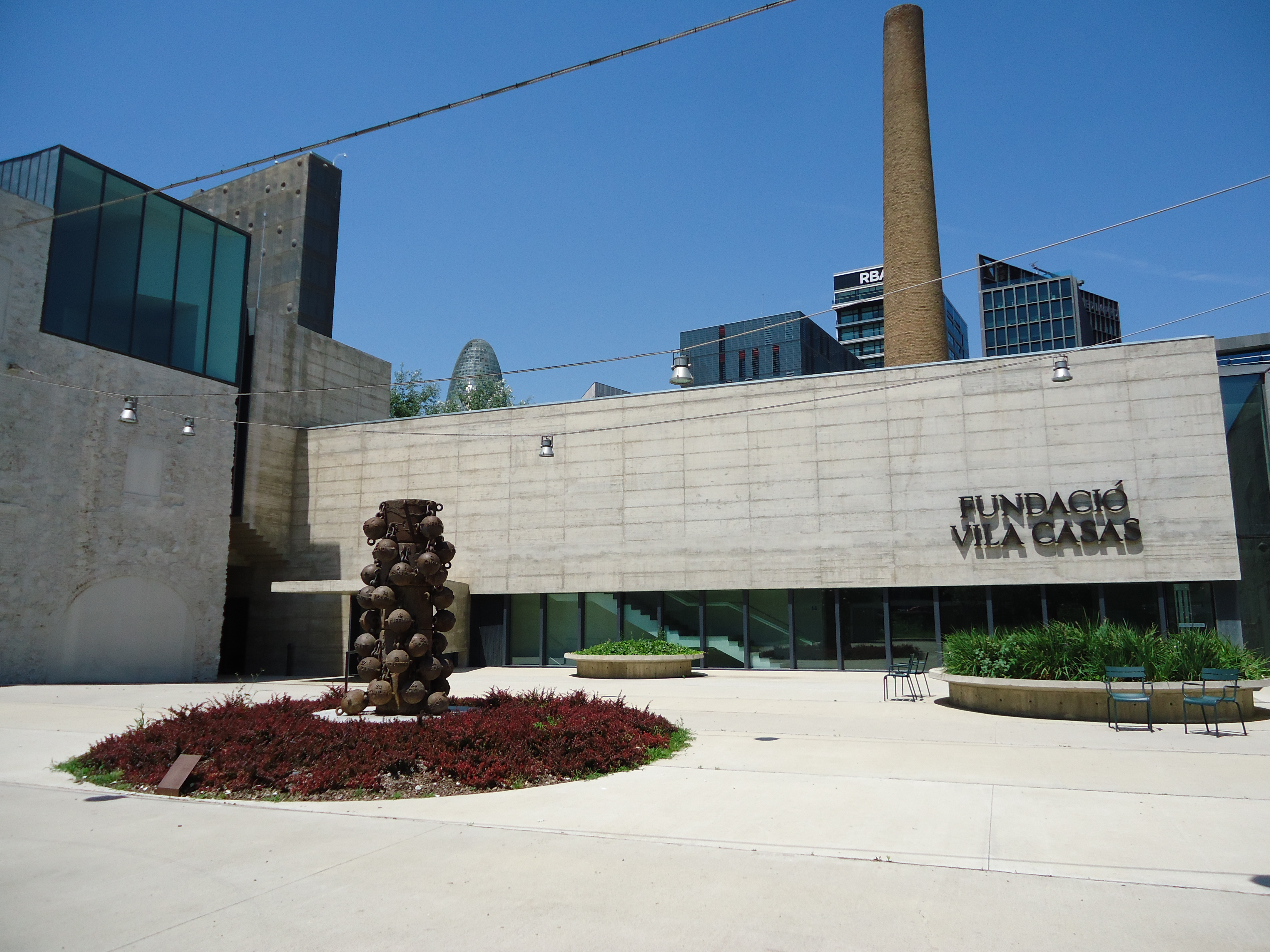
Внешний вид здания музея Кан Фрамис

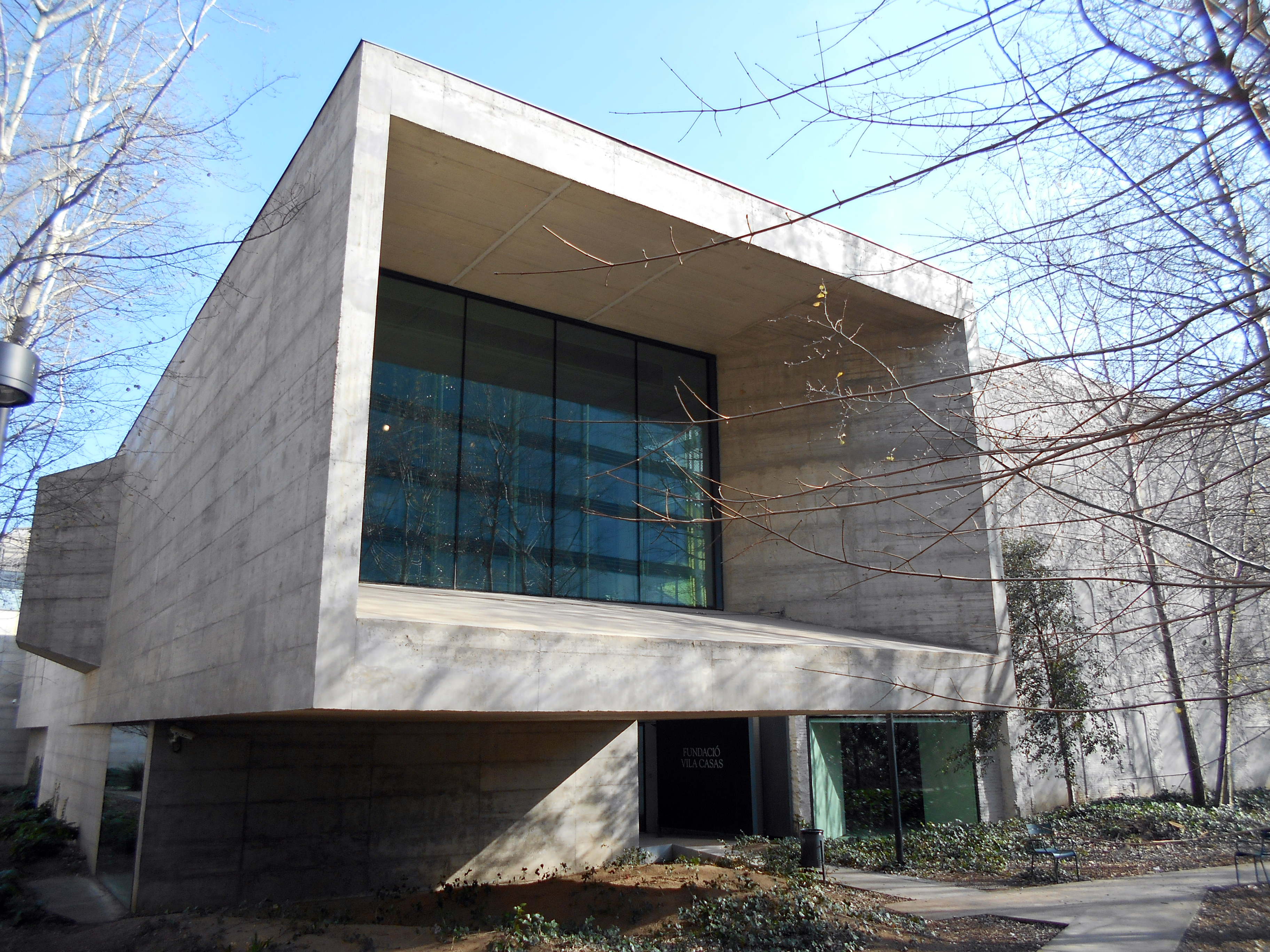
Внешний вид здания музея Кан Фрамис

Музей Кан Фрамис (исп. Museo Can Framis) — художественный центр в Барселоне, посвященный популяризации современной каталонской живописи. Расположенный в старом заводском комплексе, музей демонстрирует более 250 картин, написанных с 1960-х годов до наших дней, созданных художниками, родившимися или живущими в настоящее время в Каталонии. Расположен на улице Рок Боронат в квартале 22 старого барселонского района Побле-Ноу. 
В дополнение к постоянной коллекции, которая разделена на три этажа, в музее есть зона, посвященная временным выставкам. Постоянная коллекция периодически обновляется, а каждые три месяца открываются две новые временные выставки.
Музей открыт 27 апреля 2009 года усилиями фонда Vila Casas, занимающегося поддержкой каталонского искусства.

## Архитектура
Музей расположен на территории старой текстильной фабрики, которая восходит к XVIII веку и первоначально принадлежала семье Фрамис. После закрытия фабрики здание было признано индустриальным памятником. 
Реконструкцией руководил архитектор Хорди Бадиа, основатель и директор архитектурной студии BAAS. Его проект состоял из восстановления двух нынешних заводских зданий и строительства нового. Все вместе они образуют внутренний двор, где находится скульптура Жауме Пленсы под название Dell'Arte. Снаружи известковый раствор и кирпичная кладка переходят в открытый бетон новых зданий. Своим обликом фасад отражает различные этапы жизни здания. 
Внутри музей разделен на 36 комнат, на каждом из трёх этажей есть лифт. Здание было удостоено следующих наград:
- 2011 — номинация на премию Европейского Союза в области современной архитектуры
- 2011 — выход в финал и специальный приз жюри BEAU XI.
- 2010 — первая премия Ciutat de Barcelona d'Arquitectura i Urbanisme. Выдается мэрией Барселоны.
- 2010 — первая премия FAD Opinion in Architecture. Выдается FAD.
- 2010 — финалист VI Европейской премии Розы Барба в области ландшафтного дизайна
- 2010 — финалист конкурса LAMP Awards 2010 за архитектурное освещение для наружных работ.
- 2009 — второе место в Премии Бонаплаты 2009 года за реставрацию.
- 2009 — отобран на соискание Испанской архитектурной премии.
- 2009 — финалист конкурса Catalonia Construction Awards.

## Экспозиции
Постоянная экспозиция музея состоит из 250 работ и периодически меняется. Здесь постоянно формируется новое концептуальное видение, чтобы показать новые картины, которые Фонд закупает каждый год. 
Хронологическая запись постоянных коллекций Can Framis:
- 2014-2016 — «Монолог, диалог и концепция»
- 2013-2014 — «Где ты, Кафка? Где ты Малевич?»
- 2011-2013 — «Мгновенный переход»
- 2009-2011 — «Экзистенциальный лабиринт»

В музее есть образовательная программа, которая предлагает мероприятия, предназначенные для дошкольных и средних школ, а также для людей с особыми образовательными потребностями. Они также предлагают экскурсии с гидом.